# Dorknoper
Ambtenaar eerste klasse Dorknoper is een personage uit de Nederlandse stripreeks de Bommelsaga, geschreven en getekend door Marten Toonder. Hij is een antropomorfe hamster.

## Oorsprong en personage
Dorknoper doet zijn intrede in het verhaal De Partij van de Blijheid uit 1951. Hij vertegenwoordigt de overheid van Rommeldam in de breedste zin van het woord en kent vele functies. Hij is in het bijzonder ambtenaar eerste klasse (een bij de Nederlandse overheid onbekende rang). Hij is nauwkeurig, punctueel en vooral onkreukbaar. Waar de rest van de stad soms bijna ten onder gaat blijft Dorknoper veelal staan − uitzonderingen op de regel worden gemeld in de verhalen De pasmunt en De hupbloemerij en Heer Bommel en de trullenhoedster − en hij geniet dan ook het grootste vertrouwen van burgemeester Dickerdack. In Het platmaken is hij tijdelijk waarnemend burgemeester. In de meeste verhalen lijkt het alsof Dorknoper in zijn eentje staat, maar hij heeft wel degelijk een ambtenarenapparaat onder zich.
Dorknoper is zeer strikt in het uitvoeren van de wet en dat leidt weleens tot wrevel bij Heer Bommel die dan met onbegrijpelijke wetgeving geconfronteerd wordt. Dorknoper valt echter zelden uit zijn rol en schakelt af en toe commissaris Bulle Bas in om zichzelf te beschermen tegen de toornige heer. Dat de uitgevoerde wetgeving ook bij hemzelf weleens onduidelijk is, blijkt uit het feit dat hij soms ambtelijke vergissingen op vormelijke doch gepaste wijze recht moet zetten. In het verhaal De kniphoed vraagt een wanhopige echtgenote bij Tom Poes naar informatie over zijn afwezigheid.

## Citaten
- "De overheid is niet onwelwillend".
- "Wij ambtenaren zijn de kwaadste niet".

## Trivia
De Juridisch-bestuurskundige Studievereniging "Dorknoper" (J.B.S.V. Dorknoper), een studievereniging voor studenten die de opleidingen Juridische Bestuurskunde, Recht & Bestuur en Staats- & Bestuursrecht aan de Rijksuniversiteit Groningen volgen, is genoemd naar deze Rommeldamse ambtenaar.